# 2360 Volgo-Don
2360 Volgo-Don è un asteroide della fascia principale. Scoperto nel 1975, presenta un'orbita caratterizzata da un semiasse maggiore pari a 2,6721838 au e da un'eccentricità di 0,1957030, inclinata di 3,39334° rispetto all'eclittica.
L'asteroide è dedicato al Canale Volga-Don.